# Connie Kreski
Angela Dorian Claudia Jennings
Connie Kreski (de son vrai nom Constance Kornacki) est une actrice et modèle de charme américaine. 
Elle est notamment connue en tant que playmate du magazine Playboy en janvier 1968, et fut ensuite désignée comme « Playmate de l'Année 1969 ».

## Biographie
Connie était diplômée d'un école catholique d'infirmières à Detroit ; elle était étudiante en psychiatrie et, à l'époque de ses photos, elle avait travaillé trois mois dans un hôpital psychiatrique. 
Elle fut repérée, alors qu'elle assistait à un match de football de l'Université du Michigan, par un employé de Playboy, ami du médecin qu'elle fréquentait alors.
Elle quitta le Michigan précipitamment après que sa mère ait appris qu'elle allait être bientôt playmate de Playboy. Les photos furent prises par Larry Gordon. Lors de son élection comme Playmate de l'Année, elle reçut en cadeau un coupé Shelby GT500 Fastback, une automobile au moteur surpuissant.
Grâce à son cachet, elle partit pour Londres où elle resta plus d'un an. Elle y posa comme mannequin, et y rencontra Anthony Newley. Anthony Newley produisait alors le film Can Heironymus Merkin Ever Forget Mercy Humppe and Find True Happiness?, une sorte de comédie musicale érotique et lui confia le rôle-titre féminin (Mercy Humppe) - Joan Collins, alors épouse de Newley faisait aussi partie de la distribution. 
Connie apparut encore par la suite dans quelques films, téléfilms et séries TV. 
Amie de Sharon Tate, elle avait été invitée par cette dernière pour le 9 août 1969, mais ne s'y rendit pas pour une raison inconnue. C'est ce même jour que Sharon Tate, alors enceinte de huit mois, fut assassinée avec d'autres personnes de son entourage par des membres de la communauté criminelle de Charles Manson.
Au début des années 1970, elle fréquenta un temps l'acteur James Caan.
Elle est apparue sur les calendriers Playboy de 1969 (page janvier) et 1970 (couverture et page janvier) ainsi que de nombreux articles rétrospectifs du magazine. 
Elle fut une des 11 Playmates de l'Année présentes en septembre 1979, lors de la grande fête organisée pour les 25 ans du magazine au Manoir Playboy de Los Angeles, qui en tout rassembla 136 playmates. 
Connie Kreski est décédée d'un cancer du poumon - ou selon d'autres sources, d'une embolie de la carotide, dans sa maison de Beverly Hills le 21 mars 1995.

## Apparitions dans les numéros spéciaux dePlayboy
- Playboy's Playmates - The First 15 Years (1983)
- Playboy's Working Women (1984)
- Playboy's Playmates of the Year (Novembre-Décembre 1986)
- Playboy's Calendar Playmates (Novembre 1992)
- Playboy's Pocket Playmates v1n5 (1970-1965) (1996)
- Playboy's Book of Lingerie (Septembre-Octobre 1997)
- Playboy's Facts & Figures (Octobre 1997)
- Playboy's Centerfolds Of The Century (Avril 2000)
- Playboy's Playmates of the Year (Décembre 2000)

## Filmographie
- Can Heironymus Merkin Ever Forget Mercy Humppe and Find True Happiness? (1969)
- The Trackers (1971)
- The Outside Man (1972)
- The Black Bird (1975)

## Note
1. ↑  Photo de Connie et son automobile de Playmate d 'lAnnée
2. ↑  Linda Gamble, Jo Collins, Allison Parks, Lisa Baker, Connie Kreski, Claudia Jennings, Liv Lindeland, Cyndi Wood, Lillian Müller, Debra Jo Fondren et Monique St. Pierre